# Jogok és kötelezettségek a diabétesz gondozásban
A cukorbeteg ember általában normál, az egészségeshez hasonló életvitelű és hosszú életű lehet. Ehhez a legjobb lehetőséget az adja, hogy betegségéről kellő ismereteket szerezve gondoskodik önmagáról. Orvosai és az egészségügyi ellátás más tagjai rendelkezésre állnak szaktanácsadással, információkkal és  technológiával az öngondozáshoz. Fontos tudnia, hogy az egészségügynek mit kell elérhetővé tenni a beteg számára, illetve, hogy a cukorbetegnek mit kell tennie.

## Jogok
Az egészségügyi ellátásnak biztosítani kell:
- kezelési tervet és öngondozási célokat (a kezelőorvos határozza meg)
- a vércukor szintjének és fizikai állapotának rendszeres ellenőrzési lehetőségét, (vércukormérő készülék biztosítása)
- speciális problémák és sürgősségi állapotok kezelését, (kórházi ápolás)
- a beteg és családja folyamatos képzését, (dietetikus nővérek által tartott továbbképzések)
- tájékoztatást a rendelkezésre álló szociális és gazdasági támogatásokról. diabetikai szakrendelés, egyesületek, törvény által biztosított kedvezmények)

### Kezelési terv
1. Személyre szóló tanácsok a megfelelő étkezéshez.  Ételtípusok, ételmennyiségek, étkezési időbeosztás,
2. Tanácsok fizikai tevékenységekhez,
3. Az inzulin adagja, időbeli elosztása, alkalmazási módja, (Adagváltoztatás az önellenőrzés eredményei alapján.

### Rendszeres értékelés
A cukorbeteg egészségét gondozó szakembereknél teendő rendszeres (általában 3 havonta ismétlődő) látogatások (vizitek) alkalmával történő értékelések.
- Át kell tekinteni az önellenőrzés eredményeit és a folyó kezelés hatékonyságát,
- A beteg céljait és esetleges változtatásait kell áttekinteni,
- A felmerült gondok megbeszélése,
- Folyamatos képzés a felmerült újdonságokról pl.: gyógyszerek, terápiás gyakorlat változása, új lehetőségek…

### Az egészséget gondozó csoport feladatai
Ellenőriznie kell a cukorbeteg egyén egészségét ellenőrző csoportnak:
- a szénhidrát anyagcsere állapotát speciális vérvizsgálatokkal ˙glikált hemoglobin, fruktózamin.
- a vizsgált egyén testsúlyát, vérnyomását, vérzsírjainak szintjét.

| Vizsgálat                           | Ajánlott gyakoriság                                                                               |
| ----------------------------------- | ------------------------------------------------------------------------------------------------- |
| Szemészeti vizsgálat                | Diagnóziskor (különösen 2-es típus esetén) Évente legalább egyszer Tervezett terhesség előtt      |
| Fizikális vizsgálat, láb vizsgálata | Diagnóziskor Évente legalább egyszer                                                              |
| EKG                                 | Diagnóziskor Évente legalább egyszer                                                              |
| Teljes laborvizsgálat               | Évente legalább egyszer Magas koleszterin-szint esetén szérum lipidek mérése ennél gyakrabban is  |
| HbA1C                               | Inzulinnal kezelt betegek: évente legalább négyszer Egyéb kezelés esetén: évente legalább kétszer |
| Vérnyomás mérés                     | Minden orvosi vizsgálatkor                                                                        |
| Fogászati vizsgálat                 | Félévente                                                                                         |

### Speciális problémák
1. Ha terhes, megfelelő tanácsot kell kérnie illetve gondozáshoz kell jutnia. Tervezett terhesség előtt fél-egy évvel célszerű egészségfelmérést végezni, a megfelelő kezelést kiválasztani (ha kell, akár inzulinost). A terhesség alatt is folyamatos ellenőrzés szükséges. Fontos a szigorú önellenőrzés (vércukorszint minél közelebb legyen az ideálishoz). Egyes súlyos szövődmények esetén a terhességet nem tanácsolják.
2. Figyelni kell a gyermekek és serdülő korúak speciális igényeire,
3. Szakemberhez kell fordulni szemészeti, vese, végtagi vérkeringési, illetve szív panaszok esetén,
4. Idősebb korban nagyon szigorú kezelés szükségtelen. E problémákat a kezelőorvossal is meg lehet beszélni.
5. Műtét előtti időszakban a stressz felboríthatja a cukor-háztartást. Tervezett műtét előtt újra előre be kell állítani a vércukorszintet (ha szükséges, kórházban). Átmenetileg szükség lehet a kezelési mód megváltoztatására (egyes gyógyszerek szedésének abbahagyása, átállás inzulinra)
6. A "friss"" cukorbetegek a betegség felfedezése utáni első hónapokban (években) nem tudnak mindent megtanulni. A tanulás egész életre szóló tevékenység.

## Kötelességek (a beteg feladatai)
- A kapott tanácsok beépítése saját, napi életébe,
- Cukorbetegségét rendszeresen, naponta ellenőrizze

### A cukorbeteg teendői
- Naponta ellenőrizni kell az anyagcsere helyzetét,
- Naplót kell vezetni az önellenőrzés eredményeit rögzítésére

a következő adatokat célszerű naplózni:
- vércukor-értékek
- beadott inzulinmennyiség
- étkezések szénhidráttartalma
- esetleg fizikai aktivitás
a naplót magával kell vinni a vizitre, az orvos ez alapján értékeli a kezelést
(ezeknek az adatoknak a kiértékelésére és megjelenítésére már létezik számítógépes támogatás)
- Meg kell tanulni az öngondozást, (vércukorszint ellenőrzést, kezelés megváltoztatását az eredmények függvényében)
- Rendszeres lábvizsgálat,
- Életvitele legyen korszerű (helyes táplálkozás, testsúly ellenőrzés, rendszeres fizikai aktivitás, dohányzás mellőzése,
- tudni kell mikor szükséges igénybe venni az egészségügyi ellátást, mikor szorul sürgős orvosi ellátásra,
- Rendszeresen tartsa a kapcsolatot a gondozó munkacsoport tagjaival,
- Kérdezzen mindaddig, amíg kielégítő választ nem kap kérdéseire.
- Beszélgessen más cukorbetegekkel, a helyi vagy országos cukorbeteg szövetség tagjaival,
- Olvasson szakirodalmat (diabétesz társaság, vagy szövetség kiadványait, könyveit a cukorbetegségről).
- Győződjön meg arról. hogy családtagjai, barátai, munkatársai kellő ismeretekkel bírnak a betegségről.

### Kötelességek
- ELSŐSEGÉLY—ha rosszul érzi magát sűrűbben, ellenőrizze a vércukor értékeket,

-- végezzen egy vizelet keton-tesztet—növelje, vagy csökkentse – szükség szerint – az inzulin bevitelt,
-- tartsa kézben a táplálék bevitelt (SZÉNHIDRÁT),
-- ne késlekedjen a segítségkéréssel
- HIPOGLIKÉMIA (inzulinkezelés mellett)

-- ismerje saját tüneteit,
-- mindig legyen nála szénhidrát—cselekedjen gyorsan—oktassa ki ismerőseit a teendőkről—érdeklődjön orvosától a glucagonról
-- mindig legyen magánál jelzés a cukorbetegségről

## Külső hivatkozások
- http://www.min.hu/diabtart.htm
- https://web.archive.org/web/20070928214947/http://www.magyarorvos.hu/index_archiv_show.php?ev=2005&szam=10&cikk=8
- https://web.archive.org/web/20070626043345/http://vitalitas.hu/konyvek/cu/cu10.htm
- https://web.archive.org/web/20070216173310/http://www.mindentudas.hu/jermendygyorgy/20060521bibliografia.html
- https://web.archive.org/web/20060628111225/http://sunrise.sote.hu/htsz/peter.htm
- https://web.archive.org/web/20160304230817/http://www.diaball.hu/diab/szurovizsgalat